# Eugamandus
Eugamandus is een kevergeslacht uit de familie van de boktorren (Cerambycidae). De wetenschappelijke naam van het geslacht werd voor het eerst geldig gepubliceerd in 1926 door Fisher.

## Soorten
Eugamandus omvat de volgende soorten:
- Eugamandus cayamae Fisher, 1926
- Eugamandus darlingtoni Fisher, 1942
- Eugamandus flavipes Fisher, 1935
- Eugamandus jamaicensis Vitali, 2003
- Eugamandus oakleyi Fisher, 1935
- Eugamandus ricarti Micheli, 2003
- Eugamandus schwarzi Fisher, 1926
- Eugamandus tuberculatus Fisher, 1942